# Marcel Balsa
Marcel Balsa (Sent Frion (Cruesa), 1 de gener del 1909 - Maisons-Alfort, 11 d'agost del 1984) va ser un pilot de curses automobilístiques francès que va arribar a disputar curses de Fórmula 1.
Va debutar a la tercera temporada de la història del campionat del món de la Fórmula 1, la corresponent a l'any 1952 i disputà el GP d'Alemanya el 3 d'agost, que era la sisena prova del campionat. Hi va participar en l'edat de 51 anys, i es convertí així en un dels pilots més veterans a disputar una cursa de la F1.

## Resultats a la Fórmula 1
| Any  | Equip        | Xassís | Motor | 1   | 2   | 3   | 4   | 5   | 6       | 7   | 8   | Posició | Punts |
| ---- | ------------ | ------ | ----- | --- | --- | --- | --- | --- | ------- | --- | --- | ------- | ----- |
| 1952 | Marcel Balsa | BMW    | BMW   | SUI | 500 | BEL | FRA | GBR | ALE Ret | HOL | ITA | -       | 0     |

### Resum
| Curses: | Victòries: | Pòdiums: | Poles: | Voltes ràpides: | Punts: |
| ------- | ---------- | -------- | ------ | --------------- | ------ |
| 1       | 0          | 0        | 0      | 0               | 0      |